# Межгосударственный банк
Межгосуда́рственный банк — международная финансовая организация, образованная в 1993 году десятью странами СНГ: Республикой Армения, Республикой Беларусь, Республикой Казахстан, Кыргызской Республикой, Республикой Молдова, Российской Федерацией, Республикой Таджикистан, Туркменистаном, Республикой Узбекистан и Украиной.

## Направления деятельности
Основное направление работы Межгосударственного банка — решение вопросов, возникающих при сотрудничестве стран Содружества Независимых Государств в области финансов.

### Функции банка
Функции Межгосударственного банка менялись в соответствии с меняющейся ситуацией в экономической и финансовой сферах СНГ. После распада рублевой зоны и подписания Соглашения о создании Платежного союза Банк стал специализированным институтом этого союза.
В октябре 1996 года был подписан Протокол шестью государствами (Армения, Беларусь, Кыргызстан, Молдова, Россия, Таджикистан), в соответствии с которым Банк допущен на внутренние валютные рынки этих государств с правом проводить банковские операции и сделки. Банк осуществляет основные операции на территории государств, входящих в СНГ, развивает инвестиционно-кредитную деятельность в рамках СНГ. Установлены корреспондентские отношения с центральными банками государств-учредителей, с их коммерческими банками, а также финансовыми структурами других государств.
Межгосударственный банк, являясь членом ряда бирж, членом SWIFT, проводит операции на валютном рынке, рынке ценных бумаг, межбанковских кредитов и депозитов.

### Услуги банка
Установленные корреспондентские отношения Межгосударственного банка позволяют предложить клиентам банка схемы расчётов с контрагентами в любом регионе СНГ и других странах. Особенностью услуг банка является то, что Межгосударственный банк осуществляет платежи исключительно с использованием национальных валют. Курс одной национальной валюты к другой национальной валюте устанавливается максимально приближенным к курсу, устанавливаемому национальным банком. Таким образом, отпадает необходимость проводить конверсионные операции через третью валюту (доллар США).

### Рейтинги
Рейтинговое агентство АКРА в 2020 году присвоило Межгосударственному банку рейтинговую оценку AA(RU) со стабильным прогнозом, в 2021 году рейтинг был повышен до AA+(RU) и подтверждался на этом уровне в 2022—2024 годах. В 2025 рейтинг был поднят до уровня AAA(RU). По международной шкале АКРА присвоило в 2020 году банку рейтинговую оценку BBB+ со стабильным прогнозом и подтверждало этот рейтинг в 2021—2025 годах.

## Управление деятельностью банка
Высшим исполнительным органом Банка является Совет Межгосударственного банка, в котором каждое государство-участник представлены своими уполномоченными, в основном, руководителем центрального (национального) банка, его заместителем и заместителем министра финансов страны. Такое представительство позволяет профессионально направлять и контролировать деятельность Банка в интересах стран-учредителей, что является целью Межгосударственного банка, определенной Соглашением об учреждении Банка и его Уставом.
Председатель Совета Межгосударственного банка ежегодно избирается на срок до 2-х лет. Председатель Совета ведёт заседания Совета Банка. В апреле 2009 года Председателем Совета избран Председатель Национального банка Республики Казахстан Григорий Александрович Марченко.
Текущей деятельностью Банка руководит Президент Межгосударственного банка, назначаемый Советом. С апреля 2009 по январь 2021 года пост президента Межгосударственного банка занимал И. Г. Суворов. С января 2021 года президентом Межгосударственного банка является Гаврилов Николай Вячеславович.
Открыты три представительства Банка — в Республике Армения, в Кыргызской Республике и в Республике Беларусь.